# Yuanhua (köpinghuvudort i Kina, Zhejiang Sheng, lat 30,41, long 120,77)
Yuanhua är en köpinghuvudort i Kina. Den ligger i provinsen Zhejiang, i den östra delen av landet, omkring 61 kilometer öster om provinshuvudstaden Hangzhou. Antalet invånare är 56 055. Befolkningen består av 27 654 kvinnor och 28 401 män. Barn under 15 år utgör 11,0 %, vuxna 15-64 år 77 %, och äldre över 65 år 11,0 %.
Närmaste större samhälle är Xiashi, 15,8 km nordväst om Yuanhua. Trakten runt Yuanhua består till största delen av jordbruksmark.
Genomsnittlig årsnederbörd är 1 912 millimeter. Den regnigaste månaden är juni, med i genomsnitt 316 mm nederbörd, och den torraste är november, med 74 mm nederbörd.